# Shootfighter - Scontro mortale
Shootfighter - Scontro mortale (Shootfighter: Fight to the Death) è un film del 1993 diretto da Patrick Allen; il film ha anche un seguito con Shootfighter 2 - Lo scontro finale.

## Trama
Due amici, esperti in arti marziali, vengono ingaggiati dal malvagio Mr. Lee a Tijuana nei brutali combattimenti dello Shootfighter, dapprima una lotta le cui regole prevedono la vittoria sullo sconfitto privo di sensi e poi in veri e propri scontri mortali. Il loro sensei, Shingo, dovrà intervenire per salvarli e sgominare l'organizzazione criminale dello stesso Mr. Lee.